# Hans Schnitger
Henri Carel Willem (Hans) Schnitger (Enschede, 5 augustus 1915 – Delden, 2 maart 2013) was een Nederlands hockeyer. In de Nederlandse competitie kwam Schnitger uit voor PW uit Enschede.
Hij won in 1936 met de Nederlandse ploeg de bronzen medaille op de Olympische Spelen in Berlijn.  Ook de Spelen van 1968 en 1972 maakte hij mee, ditmaal als chef d'équipe van de Nederlandse hockeyteams. In 1973 is hij benoemd tot lid van verdienste van de KNHB.
In de nacht van vrijdag op zaterdag 2 maart 2013 overleed de tot dat moment oudste nog levende olympische deelnemer.
Ernst van den Berg · 
Piet Gunning · 
Ru van der Haar · 
Inge Heijbroek · 
Tonny van Lierop · 
Henk de Looper · 
Jan de Looper · 
Aat de Roos · 
Hans Schnitger · 
René Sparenberg · 
Rein de Waal · 
Max Westerkamp · 
Coach: Joop Wagener